# Jessica Szohr
Jessica Szohr (Menomonee Falls, Wisconsin, 31. ožujka 1985.) je američka glumica. Najpoznatija je po ulozi Vanesse Abrams u teen seriji Tračerica.